# Jürgen Manthey
Jürgen Manthey (* 17. Oktober 1932 in Forst, Lausitz; † 13. Dezember 2018 in Lübeck) war ein deutscher Schriftsteller und Literaturwissenschaftler.

## Leben
Jürgen Manthey schrieb zunächst für den Studentenkurier, der später in die Zeitschrift konkret überging. Danach leitete er die Literatur-Redaktion beim Hessischen Rundfunk. Er war ab 1970 Cheflektor beim Rowohlt Verlag, gab das Rowohlt Literaturmagazin und die Reihe das neue buch heraus und war auch als Übersetzer tätig.
Von 1986 bis 1998 war Manthey Professor für Allgemeine und Vergleichende Literaturwissenschaft an der Universität Essen. Er lebte als freier Autor und Literaturkritiker in Lübeck. Weithin bekannt wurde er durch sein Buch über Königsberg (Preußen). In den letzten zehn Jahren seines Lebens arbeitete er an einem unvollendet gebliebenen Projekt über die Ostsee, zu dem er 2000 handgeschriebene Seiten hinterließ.
Manthey war Mitglied im PEN-Zentrum Deutschland. Er starb im Dezember 2018 im Alter von 86 Jahren in Lübeck.

## Schriften (Auswahl)
- mit Nicolas Born und Delf Schmidt: Vorbilder (= Literaturmagazin, Bd. 10). Rowohlt, Reinbek 1979, ISBN 3-499-25119-1.
- Hans Fallada. Mit Selbstzeugnissen und Bilddokumenten. Rowohlt, Reinbek, 11. Auflage 1998, ISBN 3-499-50078-7.
- Wenn Blicke zeugen könnten. Eine psychohistorische Studie über das Sehen in Literatur und Philosophie. Hanser, München 1991, ISBN 3-446-13855-2.
- In Deutschland und um Deutschland herum. Ein Glossar (= Die Andere Bibliothek, Bd. 131). Eichborn, Frankfurt am Main 1995. ISBN 3-8218-4131-1.
- Die Unsterblichkeit Achills. Vom Ursprung des Erzählens. Hanser, München 1997, ISBN 3-446-18942-4.
- Königsberg. Geschichte einer Weltbürgerrepublik. Hanser, München 2005, ISBN 3-446-20619-1.